# Kristy Thirsk
Kristy Thirsk, est une chanteuse, auteur, compositeur canadienne, connue pour avoir été la chanteuse du groupe Rose Chronicles ainsi que pour ses diverses collaborations avec Delerium et Sleepthief.

## Biographie
Au début des années 1990, Kristy ainsi que Richard Maranda, Judd Cochrane et Steve van der Woerd forme le groupe de rock alternatif Rose Chronicles aux influences proches de Sarah McLachlan et des Cocteau Twins. Leur premier E.P. "Dead & Gone to Heaven" sort en 1993 et devient un succès grâce à la chanson "Awaiting Eternity". Un an plus tard le groupe édite son premier album intitulé "Shiver" sous le label Nettwerk, ils enregistrent également la chanson "Old Man" de Neil Young pour un album de reprise de ce dernier. Durant cette période Kristy commence également à collaborer avec le groupe Delerium sur leur album "Semantic Spaces". 
Un an après la sortie de leur premier album, le groupe remportera le Juno Award du meilleur album alternatif. La même année, la chanteuse propose une première chanson en solo intitulée "Songbird" sur la compilation "Lit From Within" du label du groupe. En 1996, est édité le second album "Happily Ever After" sort le 29 octobre 1996, mais le groupe se sépare peu avant la sortie de l’album, cette annonce arriva après sa sortie dont le seul single "Voice In Jail" fut un succès modéré.
Un an après la dissolution du groupe, Kristy réitère sa collaboration avec Delerium et enregistre 5 chansons pour leur nouvel album "Karma", elle enregistra également la chanson "Bounds of Love" pour la bande originale du film Kissed.
En 2000, la chanteuse commence à travailler sur son premier album solo et édite un E.P. de démos de chansons dont la plupart se retrouveront sur l’album, parallèlement elle collaborera avec le groupe Balligomingo sur leur premier album. Il faudra attendre 2003 pour que Kristy édite son premier album intitulé "Souvenir", la même année la chanteuse collabore une nouvelle fois avec Delerium sur leur album "Chimera" et embarquera avec eux dans une tournée.
Après la tournée, Kristy revient une nouvelle fois en collaboration avec Delerium sur leur album "Nuages du Monde" ainsi qu’avec une chanson sur l’album de Sleepthief, de cette nouvelle collaboration naîtra un an plus tard une reprise de la chanson "Send Me an Angel" des Scorpions. En 2008, Kristy reprend les routes en compagnie de Delerium pour une nouvelle tournée, elle éditera également un E.P. 4 titres comportant 3 nouvelles compositions ainsi qu’une reprise de Prince qui figureront sur le second album de la chanteuse.
Fin 2012, Delerium édite un nouvel album comportant deux nouvelles chansons enregistrées par Kristy, cette dernière enregistrement également une reprise d’"Ubi Caritas" avec Sleepthief, cette chanson sera mise en téléchargement gratuit durant les fêtes de Noël de la même année. Le 8 février 2014 après un long silence radio concernant la parution de son second album studio intitulé "Phoenix".
L'album sort le 5 avril 2014 en digital uniquement et est précédé par le premier single "Bandage" qui est mis en ligne sur le site officiel de la chanteuse le 1e mars.

## Discographie

### Autres
| Année | Artiste       | Titre(s)                               | Label                   | Type        | Notes                                   |
| ----- | ------------- | -------------------------------------- | ----------------------- | ----------- | --------------------------------------- |
| 1995  | Kristy Thirsk | Lit From Within                        | Nettwerk                | Compilation | Kristy chante le titre "Songbird"       |
| 1997  | Kristy Thirsk | Kissed                                 | Nettwerk                | Soundtrack  | Kristy chante le titre "Bounds of Love" |
| 2001  | Kristy Thirsk | Ready For Radio! Music West 2001       | Nettwerk                | Compilation | Kristy chante le titre "Over It"        |
| 2008  | Kristy Thirsk | Sirens: The Beauty of the Female Voice | Spectacle Entertainment | Compilation | Kristy chante le titre "Out There"      |
| 2010  | Kristy Thirsk | Beauty 2                               | Neurodisc               | Compilation | Kristy chante le titre "Fading Light"   |

### Collaborations
| Année | Artiste                | Titre(s)            | Label                   | Type          | Notes                                                                                   |
| ----- | ---------------------- | ------------------- | ----------------------- | ------------- | --------------------------------------------------------------------------------------- |
| 1994  | Delerium               | Semantic Spaces     | Nettwerk                | Album         | Kristy chante les titres "Flowers Become Screens", "Incantation" & "Flatlands"          |
| 1995  | Mystery Machine        | Ten Speed           | Nettwerk                | Album         | Kristy chante les titres "Chihuahua" et "Heart of Glass"                                |
| 1997  | Delerium               | Karma               | Nettwerk                | Album         | Kristy chante les titres "Enchanted", "Lamentation", "Wisdom" et "’Til the End of Time" |
| 1999  | Front Line Assembly    | Virgin Voices       | Cleopatra/Eagle Records | Compilation   | Kristy chante le titre "Justify My Love"                                                |
| 2000  | Delerium               | Heaven's Earth      | Nettwerk                | Single        | Kristy chante le titre "Heaven's Earth"                                                 |
| 2002  | Balligomingo           | Beneath the Surface | Windham Hill            | Album         | Kristy chante le titre "Heat"                                                           |
| 2003  | Delerium               | Chimera             | Nettwerk                | Album         | Kristy chante le titre "Returning"                                                      |
| 2003  | James Divine           | Intervention        | Templeton               | Album         | Kristy chante les titres "Sun Moon Stars" et "Catch Me"                                 |
| 2006  | Delerium               | Nuages du Monde     | Nettwerk                | Album         | Kristy chante le titre "Self-Saboteur"                                                  |
| 2006  | Sleepthief             | The Dawnseeker      | Neurodisc               | Album         | Kristy chante le titre "Sublunar (Sweet Angel)"                                         |
| 2007  | Sleepthief             | The Chauffeur       | Neurodisc               | E.P.          | Kristy chante le titre "Send Me an Angel"                                               |
| 2007  | D:Fuse & Mike Hiratzka | Skyline Lounge      | Lost Angeles Recordings | Album         | Kristy chante le titre "Overkill"                                                       |
| 2009  | Sleepthief             | Labyrinthine Heart  | Neurodisc               | Album         | Kristy chante les titres "A Cut From the Fight" et "Reversals"                          |
| 2010  | Matt Darey             | Nocturnal           | Black Hole Recordings   | Album         | Kristy chante le titre "Black Flowers"                                                  |
| 2012  | Delerium               | Music Box Opera     | Nettwerk                | Album         | Kristy chante les titres "Sky (Tears From Heaven)" et "Lock Down"                       |
| 2012  | Sleepthief             | Christmas Tracks    | Indépendant             | Free Download | Kristy chante le titre "Ubi Caritas"                                                    |
| 2015  | Delerium               | Rarities & B-Sides  | Nettwerk                | Compilation   | Kristy chante le titre "Ray"                                                            |
| 2015  | Conjure One            | Holoscenic          | Armada Music            | Album         | Kristy chante le titre "Ghost"                                                          |